# Cohomologia
En matemàtiques, específicament en topologia algebraica, cohomologia és un terme genèric per a una successió de grups abelians definits a partir d'una co-cadena complexa. És a dir, la cohomologia es defineix com l'estudi abstracte de co-cadenes, cociclos, i cofronteres. La cohomologia pot ser pensada com un mètode d'assignació d'invariants algebraics a un espai topològic que té una estructura algebraica més refinada que la que té homologia. La cohomologia sorgeix d'una dualització algebraica de la construcció de l'homologia. En termes menys abstractes, les co-cadenes en el seu sentit fonamental d'assignar 'quantitats' a les cadenes de la teoria d'homologia.
Des dels seus inicis a la topologia, aquesta idea es va convertir en un mètode destacat en les matemàtiques de la segona meitat del segle XX; començant per la idea inicial d'homologia com una relació invariant topològica sobre les cadenes, el rang d'aplicacions de les teories d'homologia i cohomologia s'ha estès sobre la geometria i l'àlgebra abstracta. La terminologia tendeix a ocultar el fet que en moltes aplicacions la cohomologia, una teoria contravariant, és més natural que una homologia. En un nivell bàsic això es relaciona amb les funcions i pullbacks en situacions geomètriques: donats dos espais X i I, i algun tipus de funció F en I, per tot mapeig f : X → la composició de I amb f crea una funció F o f en X.
Els grups de cohomologia moltes vegades també tenen un producte natural, el cup product, que els atorga una estructura d'anell.
En realitat, una teoria d'homologia general hauria d'haver tingut un significat ampli que abastés tant a l'homologia i a la cohomologia : Al cap i a la fi la direcció de les fletxes en una cadena complexa no és més que una convenció de signes.